# Суомалайнен, Кари
Кари Юрьяня Суомалайнен (фин. Kari Yrjänä Suomalainen; 15 октября 1920, Хельсинки — 10 августа 1999, Валкеакоски) — был одним из самых известных политических карикатуристов Финляндии. Также известен как Kari. Его карикатуры ежедневно появлялись в газете Helsingin Sanomat с 1951 по 1991 год. Хотя большинство из карикатур комментируют текущую политику, некоторые из них были основаны на повседневной жизни. Суомалайнен получил множество наград за свои работы, в том числе премию Национального общества карикатуристов (США) в 1959 году, Puupäähattu в 1984 году и Pro Finlandia в 1989 году. В 1977 году он был также назначен почетным профессором.
Дедушкой по материнской линии Кари был финский скульптор Эмиль Викстрём.

## Карьера
До Helsingin Sanomat Суомалайнен рисовал иллюстрации для нескольких журналов, включая Lukemista kaikille. Во время Второй мировой войны Суомалайнен пробовал выполнять различные задания (безуспешно), но в конце концов стал официальным военным артистом в ТК-роте (пропагандистской роте) и получил звание сержанта. После войны работал в журнале Seura, рисовал основные иллюстрации к различным рассказам.
В 1950 году он предложил главному редактору Helsingin Sanomat начать рисовать ежедневные политические карикатуры по примеру зарубежных газет. Первая карикатура Суомалайнена появилась в начале 1950 года, на нем изображен маленький мальчик (символ Нового года), созерцающий две игрушки: танк и голубь, несущий оливковую ветвь. Мальчик говорит: «Танк… или голубь? Я хочу их обоих!». Суомалайнен начал ежедневно рисовать политические карикатуры в Helsingin Sanomat в 1951 году, во время президентства Юхо Кусти Паасикиви.
Одним из самых любимых персонажей карикатур Суомалайнена был Урхо Кекконен, которого он рисовал лысым мужчиной с угловатым подбородком и огромными очками. Когда Кекконен стал президентом в 1956 году, Суомалайнен на время перестал использовать образ этого персонажа из-за «неписаного закона», запрещающего карикатуры на президента. Суомалайнен опубликовал карикатуру, на которой он плакал у портрета Кекконена, говоря, что он «чувствовал себя человеком, который только что потерял золотую жилу». Позже Суомалайнен продолжил использовать персонажа Кекконена.
Среди других известных образов и персонажей Суомалайнена — президент Мауно Койвисто (человек с густыми бровями и прядью волос, направленной вверх), премьер-министр Калеви Сорса (помесь человека и утки — по-фински sorsa означает «утка») и карикатурный образ самого художника (невысокий, пухлый мужчина с длинными черными волосами и шляпкой в форме гриба).
Суомалайнен был известен своими политическими карикатурами, и он часто рисовал своих персонажей по категориям политических партий. Например:
- Толстый священник в военной каске на голове представлял партию Национальной коалиции. Шлем был снят в 1990-х годах и заменен цилиндром.
- Худой рабочий в комбинезоне представлял Социал-демократическую партию Финляндии.
- Толстый красноносый «мужлан» с щетиной в рваной одежде и с шарфом на шее представлял Коммунистическую партию Финляндии.
- Толстый помещик/фермер представлял Аграрный союз, и когда партия изменила свое название на Центристскую партию, он нарисовал персонажа в рубашке с воротником, галстуке и федоре.
- Маленькие партии рисовались с короткими и тощими персонажами.
  - Народную партию (либералов) Суомалайнен нарисовал со смехотворно преувеличенными белыми воротничками.
  - Шведская народная партия была маленьким снобом с усами, в костюме и в котелке.
  - Христианскую партию представлял невысокий мужчина в чёрном костюме кёртти.
  - Вейкко Веннамо часто представлял свою партию, как и Эмиль Ског и Аарре Симонен.

Первоначально персонажи были нарисованы с реалистичными пропорциями, но затем они были преувеличены до карикатурных. Суомалайнен также использовал те же мотивы для рисования различных персонажей.
Цилиндр на персонаже Суомалайнен использовал для обозначения действующего кабинета министров.
Карикатура, основанная на картине Ильи Репина «Бурлаки на Волге», в 1958 году вызвала международный ажиотаж: Никита Хрущёв на барже, запряженной странами Восточного блока, кричит «Империалисты!» США и Великобритании на берегу.
Кари Суомалайнен и главный редактор газеты Янне Вирккунен поссорились в 1991 году после того, как Helsingin Sanomat отказалась публиковать карикатуры Кари, так как они были созданы по теме сомалийских беженцев и были сочтены расистскими. Суомалайнен продолжал рисовать и после этого инцидента, а его карикатуры нерегулярно публиковались в небольших финских газетах.
В 1994 году режиссёром-документалистом Юхо Гарцем был снят документальный фильм «Kari ja hänen 9 presidenttiään».
Суомалайнен скончался в 1999 году в возрасте 78 лет.